# Ramón Jáuregui Atondo
Ramón Jáuregui Atondo (Sant Sebastià, 1948) és un polític basc i dirigent del Partit Socialista d'Euskadi-Euskadiko Ezkerra i del Partit Socialista Obrer Espanyol.

## Biografia
Enginyer Tècnic en Construcció de Maquinària. Llicenciat en Dret i Advocat. Entre setembre de 1978 i febrer de 1979 fou el cap de la gestora que governà l'ajuntament de Sant Sebastià i alcalde en funcions fins a les eleccions municipals espanyoles de 1979. Secretari General del Partit Socialista d'Euskadi (PSE-PSOE) entre 1990 i 1993. El 1993, va ser escollit Secretari General del Partit Socialista d'Euskadi-Euskadiko Ezkerra PSE-EE, partit sorgit de la fusió entre el PSE-PSOE i Euskadiko Ezkerra, formació política socialista, basquista no nacionalista i federalista.
A les eleccions al Parlament Basc de 1980 i 1984 fou elegit diputat per Guipúscoa. Va ser candidat a Lehendakari pel PSE en 1986, eleccions en les quals va guanyar (19 escons enfront dels 17 del Partit Nacionalista Basc (PNB), malgrat obtenir 20.000 vots menys). Per diversos motius, lligats principalment a l'encara recent escissió del PNB d'EA i la constatació que en nombre de vots i sociològicament era el nacionalista el partit majoritari, va cedir la lehendakaritza a José Antonio Ardanza (PNB). Va repetir a les eleccions al Parlament Basc de 1990 i ja pel PSE-EE el 1994, aconseguint en ambdues ocasionis ser la segona força política. El 1986 va ser nomenat Vicelehendakari del Govern Basc en el gabinet de coalició entre el PSE-EE i el PNB.
El 1996, va ser triat Diputat a Corts i nomenat Secretari de Política Institucional del Partit Socialista Obrer Espanyol. En 2002, després de la dimissió de Nicolás Redondo Terreros, va ser nomenat President de la Comissió Gestora del PSE-EE, fins al nomenament de Patxi López com nou Secretari General. En les eleccions generals espanyoles de 2004 va ser triat de nou diputat al Congrés per Àlaba. És portaveu del PSOE en la Comissió Constitucional.
En el marc de la remodelació del govern d'Espanya d'octubre de 2010 assumí el ministeri de la Presidència deixant el seu escó al Parlament Europeu.